# Erdőtelkek
Erdőtelkek Budapest mai XIII. kerülete Angyalföld városrésze egy részének korábbi neve. A XIII. kerület 1938-as megalakulása előtt a VI. kerület része volt.

## Tagolása
Az Erdőtelkek területe összekapcsolódott a Lőportárdűlővel, több katonai intézmény átnyúlt e területre. A terület Angyalföld része volt, délen a Dózsa György út, északon a Rákos-patak határolta. Keleti határa a Fóti út (ma Kassák Lajos utca), illetve a Béke út, nyugati határa a Váci út volt. Ligetes, fás, bokros, homokos terület volt a Honvéd Kórház környékén, mesterségesen ültették be a futóhomok megkötése céljából. Több kiserdő alakult ki, melyekben hétvégente fiatalok randevúztak. A keleti szélén, már a napföldi szakaszon állt az Angyalföldi Tébolyda – jelenleg a Nyírő Gyula Kórház.
Erdőtelkek Váci út melletti része volt a Jancsics-rét, mely sporttelepeket tartalmazott a Gömb utca–Váci út szögletben az Acélöntő- és Csőgyár mellett, a Fémmunkás Gyár mögött. Ez volt az Acélgyár sporttelepe. Hamar beépült, a gyárak terjeszkedtek illetve a munkásoknak lakónegyedeket, lakótelepeket alakítottak ki. E terület szélén állt a Kilencház, a malomipari dolgozók háztömbje, jelenleg a Kassák Lajos utcában máig megtalálható a Csángó és Klapka utca között.
Erdőtelkek területén futott át a régi Hajtsár utca, egy keskeny út, melyen a vásárokba hajtották az állatokat Pestre: ez a későbbi Hungária út, majd felső Hungária út, Hungária körút, később Róbert Károly körút.
A II. világháború előtt a Lehel út–Róbert Károly körút sarkán állt az Angyalföldi Örökmozgó, egy sátortetős, ponyvás mozi. Később téglaépületbe költözött, ez lett a Dózsa Mozi – a Domus Áruháztól kb. 20 méterre az Árpád híd felé. Mára lebontották. A városrész legtávolabbi területe a Szent László-major volt, mely a Szegedi út–Hajdú utca szögletében sokáig fennmaradt, mikorra a környéket már beépítették apró házakkal.

### A kórházak
Erdőtelkek keleti része a Lőportár dűlő szélén álló Zsidókórház mögé terjedt, nagy területű ültetvényekkel. Ez volt a Mohács utca–Vágány utca sarkán Budapest Székesfőváros Kertészete. Ekkor az Izraeliták Kórháza még több különálló épületből, alapítványi kórházakból állt. Ilyen volt a tulajdonképpeni Zsidókórház (1., 3. épület), a Bródy Adél Gyerekkórház (6. épület), és a Kaszab Poliklinika (Vágány utcai épület). Észak felé a mai belső parkoló helyén volt a Bókai tér, mögötte a Weisz Alice szülőotthon, a mai szülészeti épület. (Weiss Manfréd csepeli gyáros leányáról elnevezett alapítványi kórház.) A mögötte levő területeket már mint Szabolcs utcai Állami Kórház, majd 1956-tól Orvostovábbképző Intézet, majd Orvostovábbképző Egyetem és végül Haynal Imre Egészségtudományi Egyetem szerezte meg. E további megnövelt területekre új kiegészítő építmények kerültek, mint a rektori épület, nővérszálló, oktatási épület és a konyha, étterem.
A kórházzal szemben, a Lehel út mentén egy hatalmas laktanya volt (lásd Lőportárdűlő- Albrecht laktanya).
Erdőtelkek hamar beépült, egyre több apró ház, gyár, lakónegyed, iskola épült. Az utolsó erdős területet a Váci út 57-61. alatti iskola építésével szüntették meg, majd mögé felépítették a nagy bérházat. Ezzel szűnt meg Erdőtelkek területe és alakult át Angyalföld részévé.